# Mine de Letlhakane
La mine de Letlhakane est une mine à ciel ouvert de diamants située au Botswana. Sa production a débuté en 1975.
Elle est détenue par Debswana, une entreprise créée par un partenariat entre De Beers et le gouvernement du Botswana.